# 配比原则
在权责发生制原则下，配比原则（英語：Matching principle）指示，一项费用应该在相应收入的同一时期报告；而在收付实现制原则下，收入应该在其获得的时期内记录，无论现金的转移何时发生。通过在成本发生期间确认成本，企业可以看到花了多少钱来产生收入，减少成本发生时间和收入实现时间不匹配的现象。相反，收付实现制原则要求在支付现金时确认费用，而不考虑费用实际发生的时间。